# کانگگووک
کانگگووک (به لهستانی:  Kanigówek) یک روستا در لهستان است که در گمینا چیخانوو واقع شده‌است.